# Ferrol (comarque)
Pour les articles homonymes, voir Ferrol.
La comarque du Ferrol est une comarque côtière de Galice (Espagne) de la province de La Corogne. Elle comprend les 11 communes suivantes :  Ares, Fene, Ferrol, Mugardos, Narón, Neda, Valdoviño, As Somozas, Moeche, San Sadurniño  et Cedeira.
La ville de Ferrol est à la fois la plus grande ville de la comarque et un des fleurons industriels de l'Espagne depuis le XVIIIe siècle.  Elle est le chef-lieu de la comarque de Ferrolterra et la troisième concentration urbaine de Galice. Les habitants du Ferrol et de la comarque sont appelés Ferrolans (en espagnol, ferrolanos, ártabros ou departamentales).
En 1971, les six municipalités de Ares, Fene, Ferrol, Mugardos, Narón et Neda se sont regroupées et en 1977, Valdoviño les a rejoints pour former une agglomération suburbaine (mancomunidade) qui compte ainsi plus de 150 000 habitants, et est la quatrième agglomération de Galice. Les statuts de l'agglomération votés en 2000 en définissent les compétences, parmi lesquelles sont regroupés les ordures ménagères, la surveillance des plages, le service incendie, les transports en commun, des services sanitaires et sociaux, les missions de police locale et protection civile. L'ensemble de compétences partagées se met en place peu à peu.
Les trois comarques de Ferrolterra, de O Eume et celle de Ortegal constituent le nord de la province de La Corogne.